# Dolînka, Monastîrîșce
Dolînka (în ucraineană Долинка) este o comună în raionul Monastîrîșce, regiunea Cerkasî, Ucraina, formată numai din satul de reședință.

## Demografie
Componența lingvistică a comunei Dolînka
     Ucraineană (99,12%)
     Alte limbi (0,88%)
Conform recensământului din 2001, majoritatea populației comunei Dolînka era vorbitoare de ucraineană (99,12%), existând în minoritate și vorbitori de alte limbi.